# Quốc kỳ Kosovo
Cờ của Cộng hòa Kosovo (tiếng Albania: Flamuri i Kosovës; tiếng Serbia: Застава Републике Косово) đã được thông qua bởi Quốc hội Kosovo ngay sau khi tuyên bố độc lập của nước Cộng hòa Kosovo khỏi Serbia  vào ngày 17 tháng 2 năm 2008. Lá cờ là kết quả của một cuộc thi thiết kế quốc tế, do Liên Hợp Quốc hậu thuẫn tổ chức. Các thiết kế bây giờ được sử dụng là một biến thể của một đề nghị thiết kế bởi Muhamer Ibrahimi. Nó cho thấy 6 ngôi sao màu trắng trong một vòng cung trên một bản đồ Kosovo màu vàng kim trên một lá cờ nền màu xanh. 6 ngôi sao tượng trưng cho 6 nhóm dân tộc chính của Kosovo.
Trước khi tuyên bố độc lập, Kosovo được đặt dưới sự quản lý của Liên Hợp Quốc và sử dụng lá cờ của Liên Hợp Quốc cho mục đích chính thức. Các dân Serbia và Albania đã sử dụng lá cờ quốc gia của họ kể từ thời kỳ xã hội chủ nghĩa Nam Tư. Người Serbia sử dụng ba màu đỏ, xanh và trắng, đó là cơ sở của lá cờ hiện tại của Serbia. Các dân Albania đã sử dụng lá cờ của Albania kể từ những năm 1960 như cờ quốc tịch của họ. Cả hai lá cờ vẫn có thể được nhìn thấy và sử dụng trong vòng Kosovo.

Quốc kỳ Albania
Quốc kỳ Serbia